# Alphonse Areola
Alphonse Francis Areola (Parigi, 27 febbraio 1993) è un calciatore francese di origini filippine, portiere del West Ham Utd e della nazionale francese, con cui è diventato campione del mondo nel 2018 e vicecampione del mondo nel 2022.

## Carriera

### Club

#### Inizi e Paris SG
Inizia a giocare a calcio all'età di sei anni, in forza al Petits Anges, squadra che gioca le sue partite interne al VII arrondissement di Parigi.
All'età di 13 anni ha firmato per il Paris Saint-Germain e ha vinto il campionato U14 Federale. Dopo due anni nel club, ha partecipato all'INF Clairefontaine 2008-2009. Il 3 luglio 2009, al suo ritorno nel club della capitale, ha firmato il suo primo contratto da calciatore professionista.
Dopo due stagioni nella squadra giovanile parigina, il 18 maggio 2013 ha debuttato in prima squadra contro il Brest, subentrando a Salvatore Sirigu al 48'. Ha debuttato da titolare la giornata seguente, nella partita vinta 3-1 contro il Lorient.

#### Prestiti al Lens e al Bastia

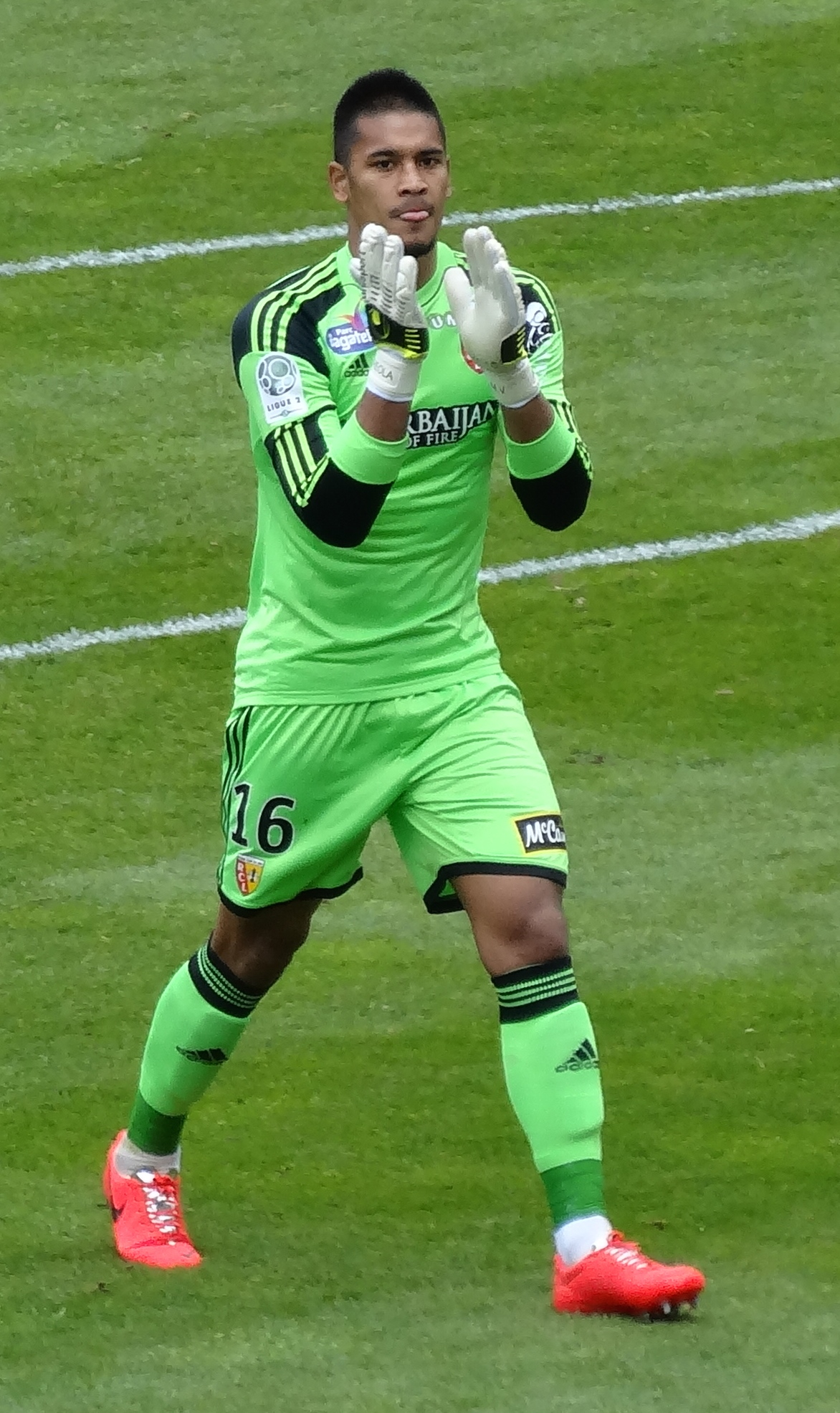
Areola con la maglia del Lens nel 2014.

Nel 2013 viene ceduto in prestito al Lens, squadra militante in Ligue 2. Qui ritrova il suo ex allenatore Antoine Kombouaré. L'esordio arriva nella prima giornata di campionato, nella partita vinta 1-0 contro il Bastia.
Nella 18ª giornata di campionato contro l'Istres (1-2), Areola subisce il suo primo infortunio in carriera, a seguito di un contrasto con Cheick Diarra, dove il ginocchio di quest'ultimo colpisce il naso del giovane portiere. L'11 maggio 2014 è stato votato miglior portiere in Ligue 2. Una settimana più tardi, dopo la vittoria per 0-2 contro il Bastia, la sua squadra arriva seconda in Ligue 2 e viene così promossa in Ligue 1.
Il 26 luglio 2014 viene ufficializzato il suo passaggio in prestito al Bastia. Fa il suo debutto stagionale il 9 agosto nel 3 a 3 interno contro l'Olympique Marsiglia.
Il 18 giugno 2015 tornato al Paris Saint-Germain dopo la fine del prestito in Corsica, la squadra parigina lo rimanda in prestito al Villarreal.

#### Ritorno al Paris SG
Nel 2016 fa ritorno al Paris Saint-Germain per restarvi. Dopo una prima stagione in cui colleziona, tra le altre, 15 presenze in campionato e 6 in Champions League, nell'annata 2017-2018 è il titolare della squadra parigina. Disputa in totale 47 presenze, di cui 34 in Ligue 1 e 8 in Champions League. Nel 2018-2019 si alterna con il nuovo acquisto Gianluigi Buffon, ma mette assieme comunque 31 presenze complessive.

#### Prestiti: Real Madrid, Fulham e West Ham
Il 2 settembre 2019 passa in prestito al Real Madrid. Al termine della stagione, dopo aver raccolto in totale 9 presenze tra campionato e coppe, fa rientro al club francese.
Il 9 settembre 2020 si trasferisce in prestito annuale con diritto di riscatto al Fulham.
Il 29 luglio 2021 viene ceduto nuovamente a titolo temporaneo, questa volta al West Ham Utd. Il 27 giugno 2022 viene riscattato.

### Nazionale

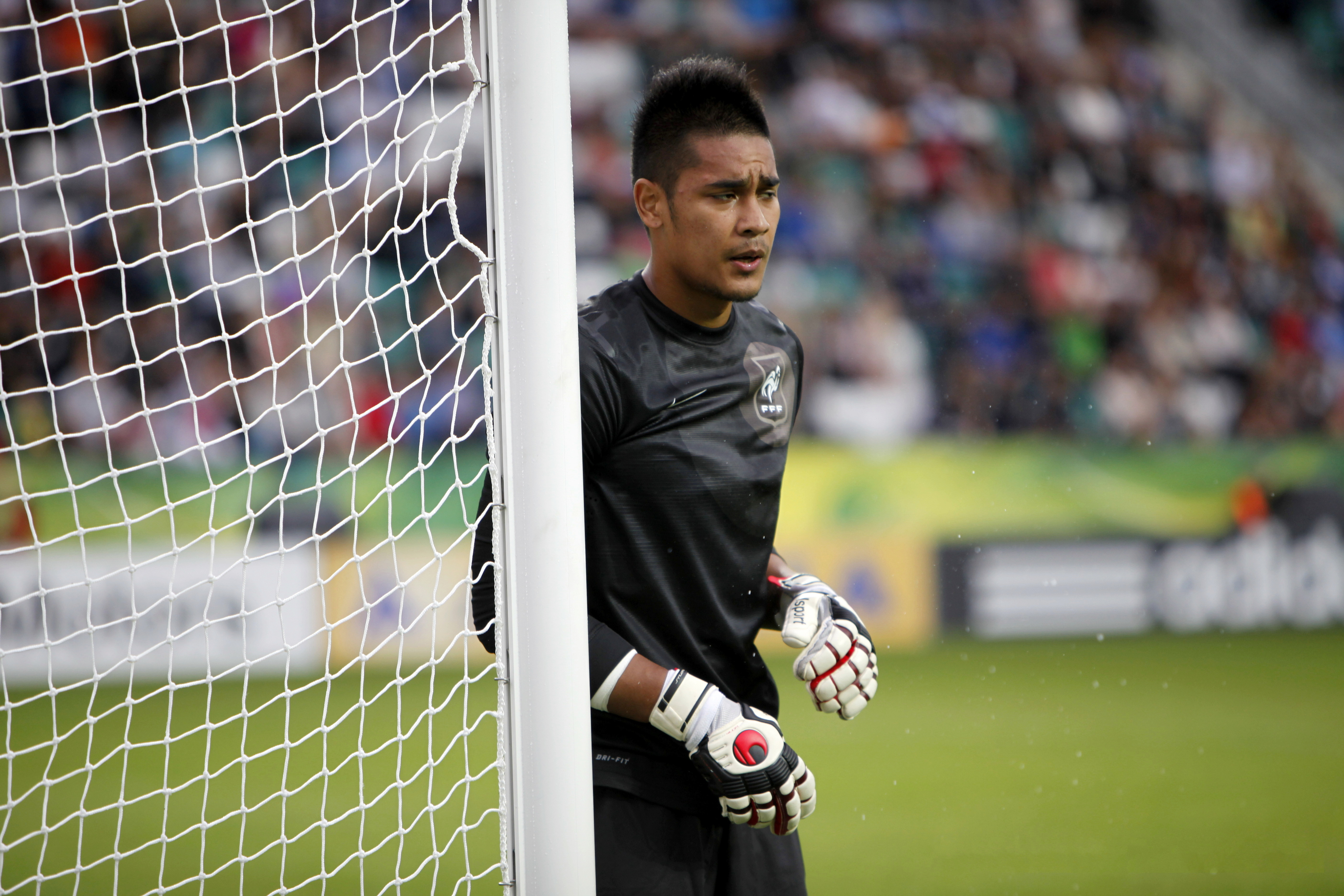
Areola con l'Under-19 francese nel 2012.

Ha giocato con la nazionale francese Under-16, Under-17, Under-18, Under-19 e Under-20. Con quest'ultima ha vinto il Campionato mondiale Under-20 2013, giocando 7 partite. Il 9 settembre 2013 fa il suo esordio con la nazionale Under-21 contro la Bielorussia, nell'incontro di qualificazione per gli Europei 2015 vinto per 1-2.
Potrebbe giocare anche con la nazionale filippina, ma opta per quella francese. Convocato per il Mondiale di Russia del 2018 come terzo portiere dietro a Lloris e Mandanda, il 15 luglio si laurea campione del mondo, all'età di 25 anni, pur non disputando alcuna partita della competizione.
L'esordio arriva il 6 settembre dello stesso anno nella partita contro la Germania terminata 0-0, valida per la prima giornata di UEFA Nations League 2018-2019, nella quale risulta determinante ai fini del risultato.

## Statistiche

### Presenze e reti nei club
Statistiche aggiornate al 26 febbraio 2024
| Stagione                   | Squadra                    | Campionato                 | Campionato | Campionato | Coppe nazionali | Coppe nazionali | Coppe nazionali | Coppe continentali | Coppe continentali | Coppe continentali | Altre coppe | Altre coppe | Altre coppe | Totale | Totale |
| Stagione                   | Squadra                    | Comp                       | Pres       | Reti       | Comp            | Pres            | Reti            | Comp               | Pres               | Reti               | Comp        | Pres        | Reti        | Pres   | Reti   |
| -------------------------- | -------------------------- | -------------------------- | ---------- | ---------- | --------------- | --------------- | --------------- | ------------------ | ------------------ | ------------------ | ----------- | ----------- | ----------- | ------ | ------ |
| 2012-2013                  | Paris Saint-Germain        | L1                         | 2          | -1         | CF+CdL          | 0               | 0               | UCL                | 0                  | 0                  | -           | -           | -           | 2      | -1     |
| 2013-2014                  | Lens                       | L2                         | 35         | -31        | CF+CdL          | 1+0             | -1              | -                  | -                  | -                  | -           | -           | -           | 36     | -32    |
| 2014-2015                  | Bastia                     | L1                         | 36         | -43        | CF+CdL          | 1+3             | 0 + -5          | -                  | -                  | -                  | -           | -           | -           | 40     | -48    |
| 2015-2016                  | Villarreal                 | PD                         | 32         | -26        | CR              | 0               | 0               | UEL                | 5                  | -6                 | -           | -           | -           | 37     | -32    |
| 2016-2017                  | Paris Saint-Germain        | L1                         | 15         | -14        | CF+CdL          | 5+1             | 0               | UCL                | 6                  | -7                 | SF          | 0           | 0           | 27     | -21    |
| 2017-2018                  | Paris Saint-Germain        | L1                         | 34         | -25        | CF+CdL          | 0               | 0               | UCL                | 8                  | -9                 | SF          | 1           | -1          | 43     | -35    |
| 2018-2019                  | Paris Saint-Germain        | L1                         | 21         | -17        | CF+CdL          | 5+2             | -2 + -2         | UCL                | 3                  | -6                 | SF          | -           | -           | 31     | -27    |
| ago. 2019                  | Paris Saint-Germain        | L1                         | 3          | -2         | CF+CdL          | -               | -               | UCL                | -                  | -                  | SF          | 1           | -1          | 4      | -3     |
| Totale Paris Saint-Germain | Totale Paris Saint-Germain | Totale Paris Saint-Germain | 75         | -59        |                 | 13              | -4              |                    | 17                 | -22                |             | 2           | -2          | 107    | -87    |
| 2019-2020                  | Real Madrid                | PD                         | 4          | -5         | CR              | 3               | -5              | UCL                | 2                  | -1                 | SS          | 0           | 0           | 9      | -11    |
| 2020-2021                  | Fulham                     | PL                         | 36         | -48        | FACup+CdL       | 0+1             | 0               | -                  | -                  | -                  | -           | -           | -           | 37     | -48    |
| 2021-2022                  | West Ham Utd               | PL                         | 1          | -1         | FACup+CdL       | 3+3             | -4 + -2         | UEL                | 11                 | -8                 | -           | -           | -           | 18     | -15    |
| 2022-2023                  | West Ham Utd               | PL                         | 5          | -7         | FACup+CdL       | 2+1             | -3 + -2         | UECL               | 15                 | -9                 | -           | -           | -           | 21     | -20    |
| 2023-2024                  | West Ham Utd               | PL                         | 23         | -37        | FACup+CdL       | 0+1             | 0+ -5           | UEL                | 1                  | -2                 | -           | -           | -           | 25     | -44    |
| Totale West Ham            | Totale West Ham            | Totale West Ham            | 29         | -45        |                 | 10              | -16             |                    | 27                 | -19                |             | -           | -           | 66     | -79    |
| Totale carriera            | Totale carriera            | Totale carriera            | 247        | -256       |                 | 31              | -31             |                    | 51                 | -48                |             | 2           | -2          | 332    | -338   |

### Cronologia presenze e reti in nazionale
| Cronologia completa delle presenze e delle reti in nazionale ― Francia | Cronologia completa delle presenze e delle reti in nazionale ― Francia | Cronologia completa delle presenze e delle reti in nazionale ― Francia | Cronologia completa delle presenze e delle reti in nazionale ― Francia | Cronologia completa delle presenze e delle reti in nazionale ― Francia | Cronologia completa delle presenze e delle reti in nazionale ― Francia | Cronologia completa delle presenze e delle reti in nazionale ― Francia | Cronologia completa delle presenze e delle reti in nazionale ― Francia |
| Data                                                                   | Città                                                                  | In casa                                                                | Risultato                                                              | Ospiti                                                                 | Competizione                                                           | Reti                                                                   | Note                                                                   |
| ---------------------------------------------------------------------- | ---------------------------------------------------------------------- | ---------------------------------------------------------------------- | ---------------------------------------------------------------------- | ---------------------------------------------------------------------- | ---------------------------------------------------------------------- | ---------------------------------------------------------------------- | ---------------------------------------------------------------------- |
| 6-9-2018                                                               | Monaco di Baviera                                                      | Germania                                                               | 0 – 0                                                                  | Francia                                                                | UEFA Nations League 2018-2019 - 1º turno                               | -                                                                      |                                                                        |
| 9-9-2018                                                               | Saint-Denis                                                            | Francia                                                                | 2 – 1                                                                  | Paesi Bassi                                                            | UEFA Nations League 2018-2019 - 1º turno                               | -1                                                                     |                                                                        |
| 4-6-2019                                                               | Nantes                                                                 | Francia                                                                | 2 – 0                                                                  | Bolivia                                                                | Amichevole                                                             | -                                                                      |                                                                        |
| 22-9-2022                                                              | Saint-Denis                                                            | Francia                                                                | 2 – 0                                                                  | Austria                                                                | UEFA Nations League 2022-2023 - 1º turno                               | -                                                                      | 46’                                                                    |
| 25-9-2022                                                              | Copenaghen                                                             | Danimarca                                                              | 2 – 0                                                                  | Francia                                                                | UEFA Nations League 2022-2023 - 1º turno                               | -2                                                                     |                                                                        |
| Totale                                                                 |                                                                        | Presenze                                                               | 5                                                                      |                                                                        | Reti                                                                   | -3                                                                     |                                                                        |

| Cronologia completa delle presenze e delle reti in nazionale ― Francia under 21 | Cronologia completa delle presenze e delle reti in nazionale ― Francia under 21 | Cronologia completa delle presenze e delle reti in nazionale ― Francia under 21 | Cronologia completa delle presenze e delle reti in nazionale ― Francia under 21 | Cronologia completa delle presenze e delle reti in nazionale ― Francia under 21 | Cronologia completa delle presenze e delle reti in nazionale ― Francia under 21 | Cronologia completa delle presenze e delle reti in nazionale ― Francia under 21 | Cronologia completa delle presenze e delle reti in nazionale ― Francia under 21 |
| Data                                                                            | Città                                                                           | In casa                                                                         | Risultato                                                                       | Ospiti                                                                          | Competizione                                                                    | Reti                                                                            | Note                                                                            |
| ------------------------------------------------------------------------------- | ------------------------------------------------------------------------------- | ------------------------------------------------------------------------------- | ------------------------------------------------------------------------------- | ------------------------------------------------------------------------------- | ------------------------------------------------------------------------------- | ------------------------------------------------------------------------------- | ------------------------------------------------------------------------------- |
| 9-9-2013                                                                        | Stadio Haradzki                                                                 | Bielorussia under 21                                                            | 1 – 2                                                                           | Francia under 21                                                                | Qual. Europeo Under-21 2015                                                     | -1                                                                              |                                                                                 |
| 14-10-2013                                                                      | Laugardalsvöllur                                                                | Islanda under 21                                                                | 3 – 4                                                                           | Francia under 21                                                                | Qual. Europeo Under-21 2015                                                     | -3                                                                              |                                                                                 |
| 18-11-2013                                                                      | Parigi                                                                          | Francia under 21                                                                | 1 – 1                                                                           | Paesi Bassi under 21                                                            | Amichevole                                                                      | -1                                                                              |                                                                                 |
| 4-9-2014                                                                        | Astana                                                                          | Kazakistan under 21                                                             | 1 – 5                                                                           | Francia under 21                                                                | Qual. Europeo Under-21 2015                                                     | -1                                                                              |                                                                                 |
| 8-9-2014                                                                        | Auxerre                                                                         | Francia under 21                                                                | 1 – 1                                                                           | Islanda under 21                                                                | Qual. Europeo Under-21 2015                                                     | -1                                                                              |                                                                                 |
| 10-10-2014                                                                      | Le Mans                                                                         | Francia under 21                                                                | 2 – 0                                                                           | Svezia under 21                                                                 | Qual. Europeo Under-21 2015                                                     | -                                                                               |                                                                                 |
| 14-10-2014                                                                      | Halmstad                                                                        | Svezia under 21                                                                 | 4 – 1                                                                           | Francia under 21                                                                | Qual. Europeo Under-21 2015                                                     | -4                                                                              |                                                                                 |
| 13-11-2014                                                                      | La Spezia                                                                       | Italia under 20                                                                 | 1 – 1                                                                           | Francia under 21                                                                | Amichevole                                                                      | -1                                                                              |                                                                                 |
| 17-11-2014                                                                      | Brest                                                                           | Francia under 21                                                                | 3 – 2                                                                           | Inghilterra under 21                                                            | Amichevole                                                                      | -2                                                                              | 64’                                                                             |
| Totale                                                                          |                                                                                 | Presenze                                                                        | 9                                                                               |                                                                                 | Reti                                                                            | -14                                                                             |                                                                                 |

| Cronologia completa delle presenze e delle reti in nazionale ― Francia under 20 | Cronologia completa delle presenze e delle reti in nazionale ― Francia under 20 | Cronologia completa delle presenze e delle reti in nazionale ― Francia under 20 | Cronologia completa delle presenze e delle reti in nazionale ― Francia under 20 | Cronologia completa delle presenze e delle reti in nazionale ― Francia under 20 | Cronologia completa delle presenze e delle reti in nazionale ― Francia under 20 | Cronologia completa delle presenze e delle reti in nazionale ― Francia under 20 | Cronologia completa delle presenze e delle reti in nazionale ― Francia under 20 |
| Data                                                                            | Città                                                                           | In casa                                                                         | Risultato                                                                       | Ospiti                                                                          | Competizione                                                                    | Reti                                                                            | Note                                                                            |
| ------------------------------------------------------------------------------- | ------------------------------------------------------------------------------- | ------------------------------------------------------------------------------- | ------------------------------------------------------------------------------- | ------------------------------------------------------------------------------- | ------------------------------------------------------------------------------- | ------------------------------------------------------------------------------- | ------------------------------------------------------------------------------- |
| 7-9-2012                                                                        | Qinhuangdao                                                                     | Francia under 20                                                                | 0 – 0                                                                           | Cina under 20                                                                   | Amichevole                                                                      | -                                                                               |                                                                                 |
| 9-9-2012                                                                        | Qinhuangdao                                                                     | Francia under 20                                                                | 3 – 1                                                                           | Corea del Nord under 20                                                         | Amichevole                                                                      | -1                                                                              |                                                                                 |
| 11-9-2012                                                                       | Qinhuangdao                                                                     | Messico under 20                                                                | 1 – 3                                                                           | Francia under 20                                                                | Amichevole                                                                      | -1                                                                              |                                                                                 |
| 13-11-2012                                                                      | Parigi                                                                          | Francia under 20                                                                | 2 – 1                                                                           | Ucraina under 20                                                                | Amichevole                                                                      | -1                                                                              |                                                                                 |
| 5-2-2013                                                                        | Créteil                                                                         | Francia under 20                                                                | 2 – 0                                                                           | Portogallo under 20                                                             | Amichevole                                                                      | -                                                                               |                                                                                 |
| 21-3-2013                                                                       | Tours                                                                           | Francia under 20                                                                | 3 – 1                                                                           | Danimarca under 20                                                              | Amichevole                                                                      | -1                                                                              |                                                                                 |
| 25-3-2013                                                                       | Parigi                                                                          | Francia under 20                                                                | 3 – 0                                                                           | Romania under 20                                                                | Amichevole                                                                      | -                                                                               |                                                                                 |
| 11-6-2013                                                                       | Romorantin-Lanthenay                                                            | Francia under 20                                                                | 3 – 1                                                                           | Grecia under 20                                                                 | Amichevole                                                                      | -1                                                                              |                                                                                 |
| 14-6-2013                                                                       | Amiens                                                                          | Francia under 20                                                                | 2 – 2                                                                           | Colombia under 20                                                               | Amichevole                                                                      | -2                                                                              |                                                                                 |
| 21-6-2013                                                                       | Istanbul                                                                        | Francia under 20                                                                | 3 – 1                                                                           | Ghana under 20                                                                  | Mondiali Under-20 2013                                                          | -1                                                                              |                                                                                 |
| 24-6-2013                                                                       | Istanbul                                                                        | Francia under 20                                                                | 1 – 1                                                                           | Stati Uniti under 20                                                            | Mondiali Under-20 2013                                                          | -1                                                                              |                                                                                 |
| 27-6-2013                                                                       | Istanbul                                                                        | Spagna under 20                                                                 | 3 – 1                                                                           | Francia under 20                                                                | Mondiali Under-20 2013                                                          | -1                                                                              |                                                                                 |
| 2-7-2013                                                                        | Gaziantep                                                                       | Francia under 20                                                                | 4 – 1                                                                           | Turchia under 20                                                                | Mondiali Under-20 2013                                                          | -1                                                                              |                                                                                 |
| 6-7-2013                                                                        | Rize                                                                            | Francia under 20                                                                | 4 – 0                                                                           | Uzbekistan under 20                                                             | Mondiali Under-20 2013                                                          | -                                                                               |                                                                                 |
| 10-7-2013                                                                       | Bursa                                                                           | Francia under 20                                                                | 2 – 1                                                                           | Ghana under 20                                                                  | Mondiali Under-20 2013                                                          | -1                                                                              |                                                                                 |
| 13-7-2013                                                                       | Istanbul                                                                        | Francia under 20                                                                | 4 – 1                                                                           | Uruguay under 20                                                                | Mondiali Under-20 2013                                                          | -1                                                                              |                                                                                 |
| Totale                                                                          |                                                                                 | Presenze                                                                        | 16                                                                              |                                                                                 | Reti                                                                            | -13                                                                             |                                                                                 |

| Cronologia completa delle presenze e delle reti in nazionale ― Francia under 19 | Cronologia completa delle presenze e delle reti in nazionale ― Francia under 19 | Cronologia completa delle presenze e delle reti in nazionale ― Francia under 19 | Cronologia completa delle presenze e delle reti in nazionale ― Francia under 19 | Cronologia completa delle presenze e delle reti in nazionale ― Francia under 19 | Cronologia completa delle presenze e delle reti in nazionale ― Francia under 19 | Cronologia completa delle presenze e delle reti in nazionale ― Francia under 19 | Cronologia completa delle presenze e delle reti in nazionale ― Francia under 19 |
| Data                                                                            | Città                                                                           | In casa                                                                         | Risultato                                                                       | Ospiti                                                                          | Competizione                                                                    | Reti                                                                            | Note                                                                            |
| ------------------------------------------------------------------------------- | ------------------------------------------------------------------------------- | ------------------------------------------------------------------------------- | ------------------------------------------------------------------------------- | ------------------------------------------------------------------------------- | ------------------------------------------------------------------------------- | ------------------------------------------------------------------------------- | ------------------------------------------------------------------------------- |
| 6-9-2011                                                                        | Roma                                                                            | Italia under 19                                                                 | 1 – 3                                                                           | Francia under 19                                                                | Amichevole                                                                      | -1                                                                              |                                                                                 |
| 8-9-2011                                                                        | Roma                                                                            | Italia under 19                                                                 | 0 – 1                                                                           | Francia under 19                                                                | Amichevole                                                                      | -                                                                               |                                                                                 |
| 29-2-2012                                                                       | Meaux                                                                           | Francia under 19                                                                | 1 – 2                                                                           | Spagna under 19                                                                 | Amichevole                                                                      | -2                                                                              |                                                                                 |
| 11-4-2012                                                                       | Rebordosa                                                                       | Serbia under 19                                                                 | 0 – 2                                                                           | Francia under 19                                                                | Amichevole                                                                      | -                                                                               |                                                                                 |
| 14-4-2012                                                                       | Rebordosa                                                                       | Portogallo under 19                                                             | 0 – 0                                                                           | Francia under 19                                                                | Amichevole                                                                      | -                                                                               | cap.                                                                            |
| 3-7-2012                                                                        | Rakvere                                                                         | Serbia under 19                                                                 | 0 – 3                                                                           | Francia under 19                                                                | Europeo Under-19 2012 - 1º turno                                                | -                                                                               |                                                                                 |
| 6-7-2012                                                                        | Haapsalu                                                                        | Francia under 19                                                                | 1 – 0                                                                           | Croazia under 19                                                                | Europeo Under-19 2012 - 1º turno                                                | -                                                                               |                                                                                 |
| 12-7-2012                                                                       | Tallinn                                                                         | Spagna under 19                                                                 | 3 – 3 dts (4 – 2 dtr)                                                           | Francia under 19                                                                | Europeo Under-19 2012 - Semifinale                                              | -3                                                                              |                                                                                 |
| Totale                                                                          |                                                                                 | Presenze                                                                        | 8                                                                               |                                                                                 | Reti                                                                            | -6                                                                              |                                                                                 |

## Palmarès

### Club

#### Competizioni nazionali
- Campionato francese: 3

Paris Saint-Germain: 2012-2013, 2017-2018, 2018-2019
- Supercoppa francese: 3

Paris Saint-Germain: 2016, 2017, 2019
- Coppa di Lega francese: 2

Paris Saint-Germain: 2016-2017, 2017-2018
- Coppa di Francia: 2

Paris Saint-Germain: 2016-2017, 2017-2018
- Supercoppa di Spagna: 1

Real Madrid: 2019
- Campionato spagnolo: 1

Real Madrid: 2019-2020

#### Competizioni internazionali
- UEFA Conference League: 1

West Ham: 2022-2023

### Nazionale
- Campionato mondiale Under-20: 1

Turchia 2013
- Campionato mondiale: 1

Russia 2018

### Individuale
- Squadra della stagione della UEFA Europa Conference League: 1

2022-2023